# Upminster (stacja)
Upminster – stacja kolejowa i zarazem stacja metra w londyńskiej dzielnicy Havering. Znajduje się na linii kolejowej London, Tilbury and Southend Railway (LTSR), jest wschodnim końcem District Line w London Underground i wschodnim końcem linii Romford to Upminster Line w sieci London Overground.

## Opis[1][2][3]
Stacją zarządza c2c, który obsługuje usługi głównej linii London, Tilbury i Southend Railway. Stacja została otwarta w 1885 roku przez LTSR. Oryginalne wejście i konstrukcja obok peronów głównej linii przetrwały do dziś aż od 1885 roku. Większe wejście i hala biletowa na Station Road zostały zbudowane przez London, Midland i Scottish Railway w 1932 roku i od tego czasu zostały zmodernizowane. Znajduje się tam wiele miejsc handlowych i usługowych. Obecnie stacja jest własnością Network Rail. Upminster znajduje się w strefie taryfowej 6. Stacja jest zbudowana w typowym dla lat 30. XX wieku stylu, wzorowanym na wiktoriański. Niedaleko stacji znajdują się przystanki autobusowe obsługujące linie 248, 346, 347 i 370.